# Sart Labbé
Der Sart Labbé (französisch: Ruisseau du Sart Labbé) ist ein Bach im Norden von Frankreich, der im Département Aisne der Region Hauts-de-France westlich der Stadt Laon verläuft.

## Geografie

### Verlauf
Der Sart Labbé entspringt im südwestlichen Gemeindegebiet von Crépy, entwässert generell Richtung Südost und mündet nach insgesamt rund 14 Kilometern im Gemeindegebiet von Chivy-lès-Étouvelles als rechter Nebenfluss in den Ardon. Im Unterlauf quert der Sart Labbé die Bahnstrecke La Plaine–Hirson, im Mündungsabschnitt auch noch die Nationalstraße N2.

### Orte am Fluss
(Reihenfolge in Fließrichtung)
- Morieulois, Gemeinde Crépy
- Bucy-lès-Cerny
- Ferme de Sauvresis, Gemeinde Cessières-Suzy
- Molinchart
- Laniscourt
- Clacy, Gemeinde Clacy-et-Thierret
- Cité des Écoles, Gemeinde Mons-en-Laonnois
- Chivy-lès-Étouvelles